# Yassine Benrahou
Yassine Otmane Benrahou (in arabo ياسين بنرحو‎?; Le Blanc-Mesnil, 24 gennaio 1999) è un calciatore marocchino con cittadinanza francese, centrocampista dell'Hajduk Spalato.

## Caratteristiche tecniche
È un trequartista.

## Carriera

### Club

#### Gli inizi
Cresciuto nel settore giovanile del Bordeaux, ha esordito in prima squadra il 26 aprile 2019 disputando l'incontro di Ligue 1 perso 3-2 contro l'Olympique Lione.

#### Hajduk Spalato
Il 26 gennaio 2023 si trasferisce tra le file dell'Hajduk Spalato firmando un contratto valido fino all'estate del 2026 con opzione di rinnovo ad un altro anno. Tre giorni dopo fa il suo debutto con la casacca dei Bili, subentra ad Anthony Kalik nel match di campionato perso 3-0 contro l'Istria 1961. Il 5 marzo seguente mette a referto la prima rete con la casacca della squadra spalatina, va a segno in occasione del match interno di campionato perso contro la Lokomotiva Zagabria (3-4). Il 13 settembre dello stesso anno trova la via del gol in Coppa di Croazia, mette a referto una doppietta in occasione del sedicesimo di finale vinto contro l'Omladinac Gornja Vrba (0-6).

#### Caen
Il 27 gennaio 2025 viene ceduto in prestito al Caen fino al termine della stagione.

### Nazionale
Nato in Francia da padre marocchino e madre algerina, ha giocato per le selezioni giovanili francesi prima di decidere nel 2018 di optare per la nazione del padre.

## Statistiche
Statistiche aggiornate al 24 maggio 2019.

### Presenze e reti nei club
| Stagione        | Squadra         | Campionato      | Campionato | Campionato | Coppe nazionali | Coppe nazionali | Coppe nazionali | Coppe continentali | Coppe continentali | Coppe continentali | Altre coppe | Altre coppe | Altre coppe | Totale | Totale | Totale |
| Stagione        | Squadra         | Comp            | Pres       | Reti       | Comp            | Pres            | Reti            | Comp               | Pres               | Reti               | Comp        | Pres        | Reti        | Pres   | Reti   |        |
| --------------- | --------------- | --------------- | ---------- | ---------- | --------------- | --------------- | --------------- | ------------------ | ------------------ | ------------------ | ----------- | ----------- | ----------- | ------ | ------ | ------ |
| 2015-2016       | Bordeaux 2      | CFA             | 1          | 0          |                 | -               | -               |                    | -                  | -                  |             | -           | -           | 1      | 0      |        |
| 2016-2017       | Bordeaux 2      | CFA2            | 0          | 0          |                 | -               | -               |                    | -                  | -                  |             | -           | -           | 0      | 0      |        |
| 2017-2018       | Bordeaux 2      | N3              | 21         | 5          |                 | -               | -               |                    | -                  | -                  |             | -           | -           | 21     | 5      |        |
| 2018-2019       | Bordeaux 2      | N2              | 23         | 5          |                 | -               | -               |                    | -                  | -                  |             | -           | -           | 23     | 5      |        |
| 2018-2019       | Bordeaux        | L1              | 4          | 0          | CF+CdL          | 0               | 0               | UEL                | 0                  | 0                  |             | -           | -           | 4      | 0      |        |
| Totale carriera | Totale carriera | Totale carriera | 49         | 10         |                 | 0               | 0               |                    | 0                  | 0                  |             | -           | -           | 49     | 10     |        |

## Palmarès

### Club

#### Competizioni nazionali
- Coppa di Croazia: 1

Hajduk Spalato: 2022-2023